# El Familiar
El Familiar és una criatura mitològica devoradora d'homes molt difosa als ingenis sucrers del nord-oest argentí. Gairebé tota la població rural creu en l'existència del Familiar, situació que és aprofitada pels amos dels ingenis sucrers per a coaccionar la seva peonada. Es va denunciar que es va atribuir a El Familiar fins i tot algunes desaparicions de treballadors de l'Ingeni Ledesma durant l'autoanomenat Procés de Reorganització Nacional, la dictadura militar que va governar l'Argentina a finals del segle xx.

## Zona d'influència
El Familiar és particularment temut a les províncies de Tucumán, Salta i al nord-oest de Catamarca. Hi ha irradiacions de la seva influència, a més a més, a les províncies de Jujuy, Santiago del Estero i, en alguns casos aïllats, també a Entre Ríos i San Juan.

## Característiques
La forma física més difosa d'aquest ésser monstruós és com un gos negre i enorme, que fins i tot pot arribar a l'altura d'un home. Té una mirada refulgent, fins a arribar a llançar foc pels seus ulls, segons alguns relats. Té una pell densa i llanuda, i les ungles són prou llargues i esmolades per a esgarrar un home. De nit, pot adoptar la forma d'una serp, voltant d'aquesta manera els coberts on dormen els treballadors.
A més d'aquesta aparença de gos característica, també ha estat representat amb la figura de diversos animals, com ara un porc, un escurçó, un tigre, un puma, una ovella, una oca, un ase o un cavall. També ha estat descrit com un home o, més restringidament, com una dona. Pot arrossegar cadenes i fer una forta olor de sofre. A Entre Ríos i a San Juan ha estat descrit com una serp molt grossa. La constant d'aquestes descripcions és l'aspecte terrible i el respecte per les formes naturals dels éssers al·ludits, llevat del cas santiagueny, on és descrit com una serp de dos caps.

## Història del mite
Els mites al voltant de gossos demoníacs venen de molt temps endarrere. Durant el segle xix es produí un auge de la indústria sucrera gràcies a l'expansió del ferrocarril. En aquest context, els ingenis començaren aviat a produir guanys milionaris, en períodes tan breus que desfermaren la imaginació popular, fins a arribar a la conclusió que els amos d'aquests s'havien enriquit tan ràpidament ajudats pel diable, amb el qual haurien signat un pacte. Ben prompte, la majoria des ingenis tingueren el seu propi Familiar. S'atribueix a l'Ingenio Santa Ana de Tucumán, propietat de Clodomiro Hileret, d'haver estat el primer a aconseguir el seu propi Familiar
Els amos dels ingenis mantenien el Familiar amagat al soterrani o a la xemeneia, i el deixaven alimentar-se una nit a l'any del peó o els peons que tinguessin la desgràcia de creuar-se en el seu camí o bé que el capatàs els hagués dut amb enganys a la seva presència.
Ja al segle xx, durant la dictadura militar autodenominada Proceso de Reorganización Nacional, en l'Ingenio Ledesma els capatassos podien fer les seves rondes vestits de negre o amb gossos negres, en representació del Familiar.

## L'atac delFamiliar
El Familiar només menja carn humana, i té predilecció per alimentar-se dels peons esquerps davant l'autoritat de patró. De nit pot rondar els coberts dels treballadors dels ingenis, i també pot ser amollat voluntàriament pels patrons, una vegada l'any, perquè s'alimenti. Se sol creure que els amos dels ingenis tenen un pacte amb el Familiar pel qual estan obligats a permetre-li d'alimentar-se almenys amb un dels seus peons cada any, encara que aquesta quantitat és insuficient, generalment, per a saciar-ne la fam. En el cas de no complir la quota, el mateix patró pot acabar devorat.
Només coneixen el Familiar els qui n'han estat víctimes. No és possible matar-lo ni ferir-lo amb el tall de les armes o disparant-li. Tanmateix, sí que és possible escapar-ne viu, mostrant-li la creu que es forma amb l'empunyadura d'un punyal.